# Yacine El Bessati
Yacine El Bessati (ur. 7 lutego 1988) – marokański piłkarz, grający na pozycji napastnika. Od 2017 roku jest bez zespołu.

## Kariera klubowa

### Początki w Hassanii (2011–2013)
Zaczynał karierę w Hassanii Agadir. W tym zespole zadebiutował 20 sierpnia 2011 roku w meczu przeciwko Maghrebowi Fez, przegranym 2:0, grając całe spotkanie. Pierwszą asystę zaliczył 16 września 2012 roku w meczu przeciwko Renaissance Berkane, wygranym 3:2. Asystował przy golu w 69. minucie. Pierwszego gola strzelił 22 września w meczu przeciwko Difaâ El Jadida, zremisowanym 1:1. Do siatki trafił w 8. minucie. Łącznie w tym okresie gry w Agadirze zagrał 30 spotkań, strzelił dwa gole i miał dwie asysty.

### Olympic Safi (2013–2015)
28 czerwca 2013 roku trafił do Olympic Safi. W tym zespole zadebiutował 25 sierpnia w meczu przeciwko Rai Casablanca, zremisowanym 1:1. Zagrał 8 minut. Pierwszą asystę zaliczył 5 października w meczu przeciwko Wydadowi Fez, wygranym 1:3. Asystował przy golu w 88. minucie. Łącznie w Safi zagrał 22 mecze i miał trzy asysty.

### Powrót do Hassanii (2015–2017)
1 lipca 2015 roku wrócił do Hassanii Agadir. Ponownie zadebiutował tam 5 września w meczu przeciwko Chababowi Rif Al Hoceima, wygranym 2:1, grając cały mecz. Łącznie po powrocie zagrał 34 mecze, strzelił gola i miał 6 asyst.

### Dalsza kariera (2017–)
Od 23 lipca 2017 roku pozostaje bez klubu.